# 太興集團

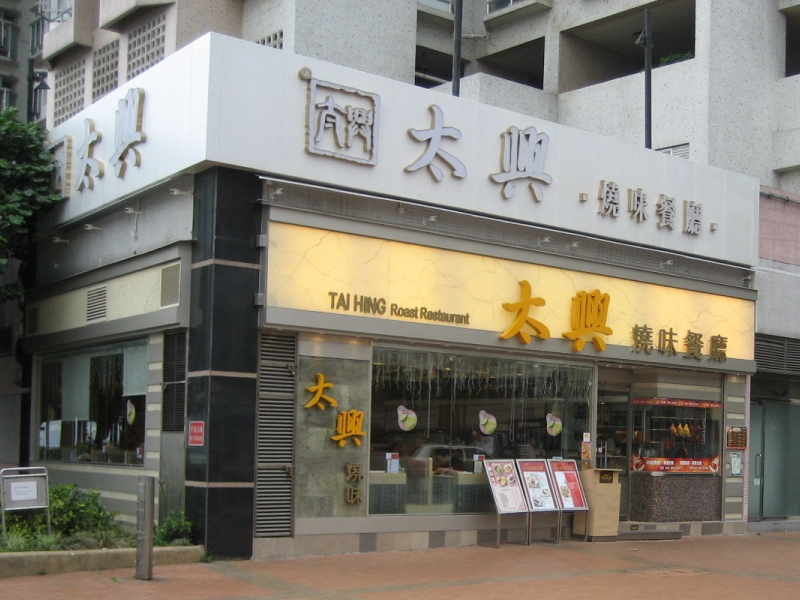
太興青衣分店

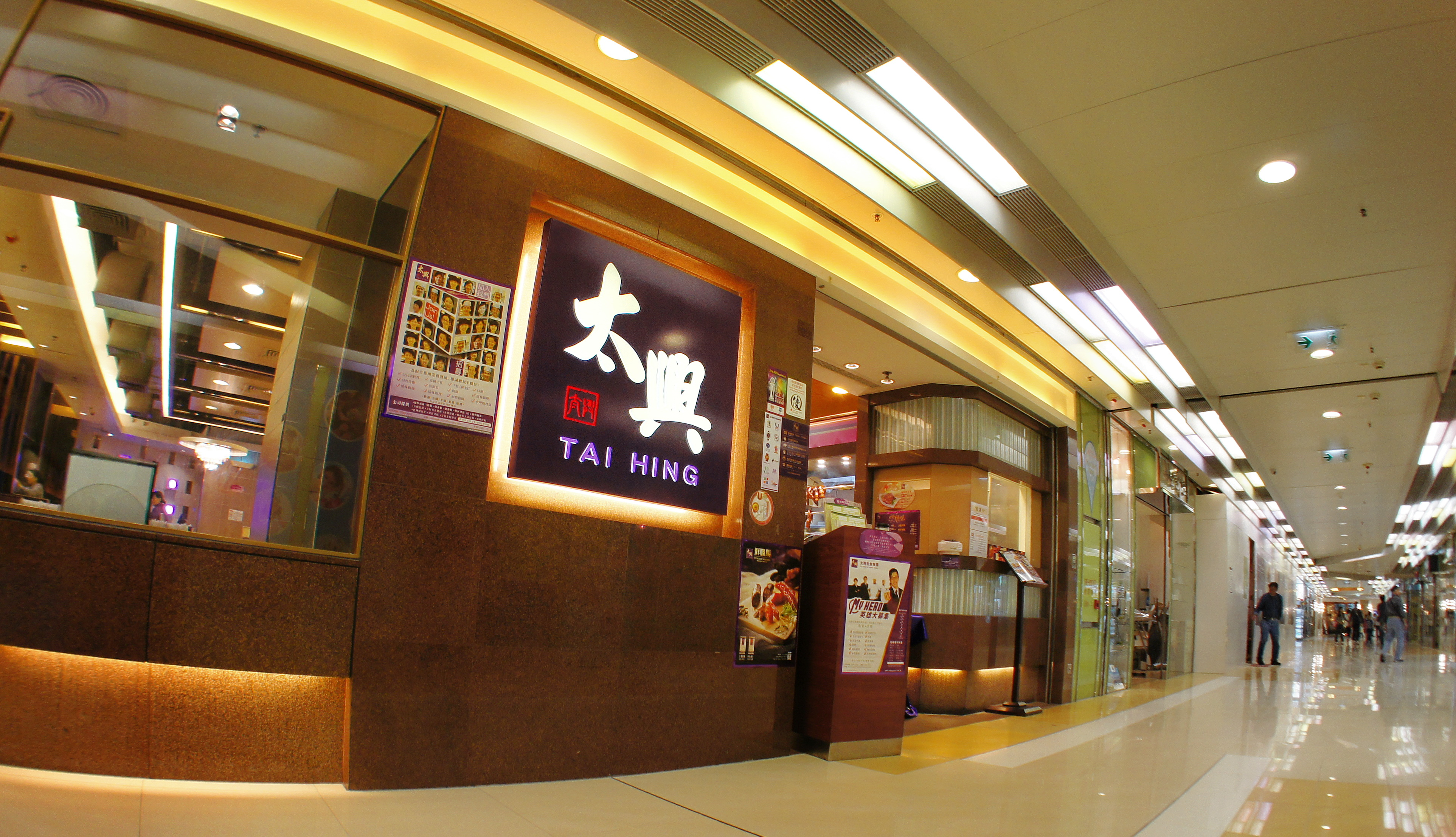
太興宇晴匯商場分店

太興集團控股有限公司（英語：TAI HING GROUP HOLDINGS LIMITED，港交所：6811），簡稱太興集團控股、太興集團和太興飲食集團，是香港的一間連鎖港式餐廳集團，成立於1989年，由陳永安先生創立，副主席為陳國富先生（美國冒險樂園副主席），第一間店位在香港島西灣河太安樓。

## 營運模式
太興燒味的營運模式，近似其競爭對手大家樂、大快活及美心MX等港式快餐，不過形象上是燒味專家。太興燒味的後勤企業化，有中央生產、採購、品質管理、產品研究及發展、市務、內部審計及物流等。其中自動化廚房設備更可烹調超過300款中式小炒菜式。集團同時為自動食品加工機器擁有3項專利，包括發聲自動炒鑊、自動炒鑊和無煙烤爐，以確保菜式有良好的品質，同時能減低成本。
太興集團引入「五常法」的優質管理模式，配合自置的獨立產製基地及物流中心，訂下高度規範的生產流程，要求旗下員工嚴格監控每項產品的研發與生產過程，為顧客提供最優質安全的餐飲享受。同時，集團以創新技術支持業務發展，積極於餐廳層面採用各種自動食品加工機器，藉此為廚房員工營造更安全健康的工作環境，同時提高營運效率和保持菜式品質一致。
集團於火炭自置的4萬多平方呎中央產制及物流中心，除了為現有分店提供支援外，更不斷開拓其他餐飲市場，包括供應學校飯盒、機構膳食，酒店燒味及為其他餐飲機構供應加工食品。
2015年，太興聯同Lab Made推出限定版冰鎮奶茶雪糕。

## 申請上市
2019年1月中，太興遞交主板上市申請。到同年5月30日起公開招股，招股價介乎2.8至3.8元，預計最多集資9.5億元。公司6月13日在香港聯交所主板上市，股票代號為6811。

## 旗下品牌
集團合共有過百間餐廳，位於香港、內地及澳門。
- 太興：旗艦品牌，現以港式燒味及中式小菜為主，並以小食及飲品為輔。
- Teawood茶木：於2012年成立，以供應台式餐點、甜品及飲品為主。
- 敏華冰廳：於1973年成立，為收購旺角文華品牌及部分製作配方後新設的品牌，以供應較香港傳統冰室的快餐小食為主。
- 亞參雞飯：主營海南雞飯和其他地道南洋美食。
- 靠得住：供應各式粥、粉、糭等傳統中菜的風味小館。連續多年獲米芝蓮和米芝蓮必比登推介。
- 錦麗：為2016年太興集團取得越南牛肉粉麵檔「錦麗餐廳」大中華地區獨家業務擁有權後開設的品牌，以供應越南及東南亞粉麵及小食為主。
- 瓊芳冰廳：高端精品港式茶餐廳。
- 點煲：2021年1月設立的品牌，為主打煲仔飯的專門店
- 蓉芳： 品牌定位休閒輕食咖啡廳
- 花椒子：為集團的一個新嘗試，定位為川菜年輕玩味聚點
- 花川湘薈：精品川湘菜館，商務午餐，會議和朋友家庭聚會的理想地方
- 鳥世一： 炭火燒鳥專門店
- Tommy Yummy： 泰式輕食咖啡廳
- 餃子駅：2021年5月設立的品牌，提供日式餃子拼盤和麵食配搭[5]
- 飯規：以顧客自助快餐食堂方式經營，以供應便利式快餐、套餐為主。
- Bingle Bingle：韓式一人烤肉店
- 小火伴士多：2021年設立的品牌，搜羅一系列即熱即食產品
- 安金稻：韓式拌飯
- 星記海鮮飯店
- 滿山-台北
- 一橋拉麵
- TOKENYO韓式烤肉料理
- 鹵致號

## 已結業的品牌
- 永富茶餐廳：類近太興定位，是太興在中國內地的港式茶餐廳連鎖品牌，內地業務後來併入太興品牌。
- MINMIX匯麵一九五〇
- Café308
- 宮崎日式燒肉
- 點心瑪莉[6]
- 小白條手工粉
- 東京築地食堂：供應拉麵、串燒及丼物為主的日本料理。
- 稻埕：台菜餐酒館

## 圖集

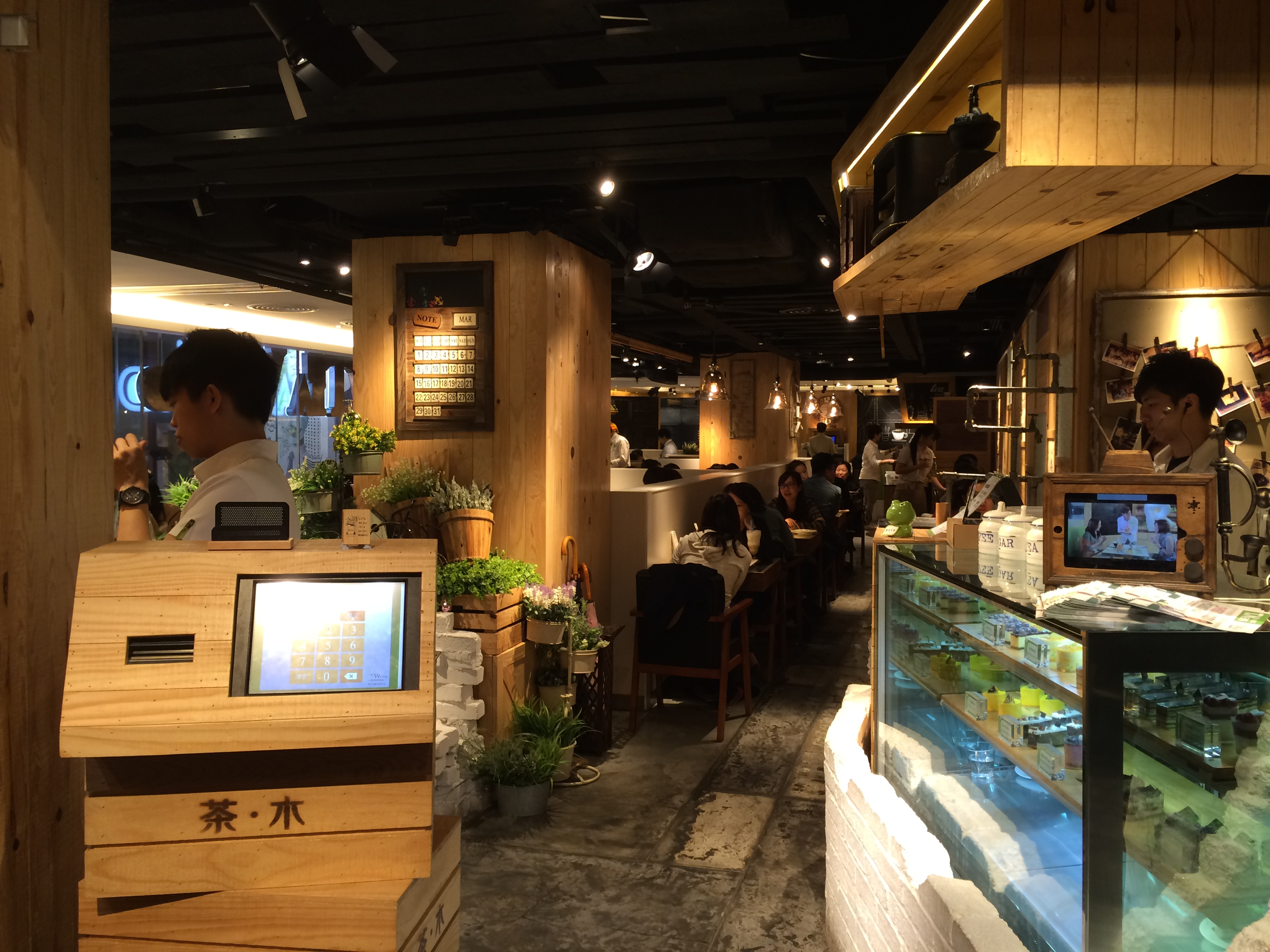
位於尖沙咀的Teawood茶木‧台式休閒餐廳
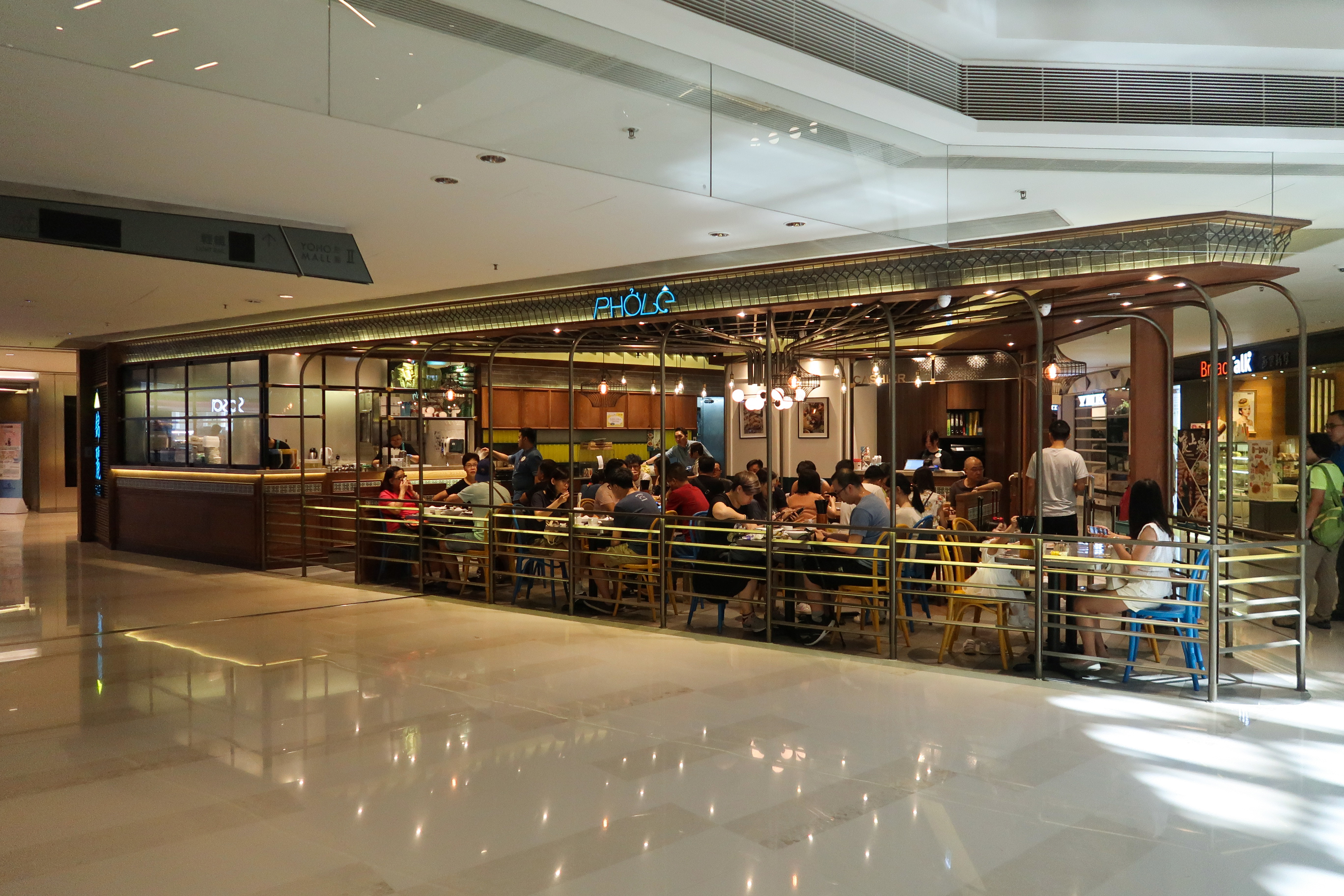
位於YOHO Mall的PHOLE 錦麗
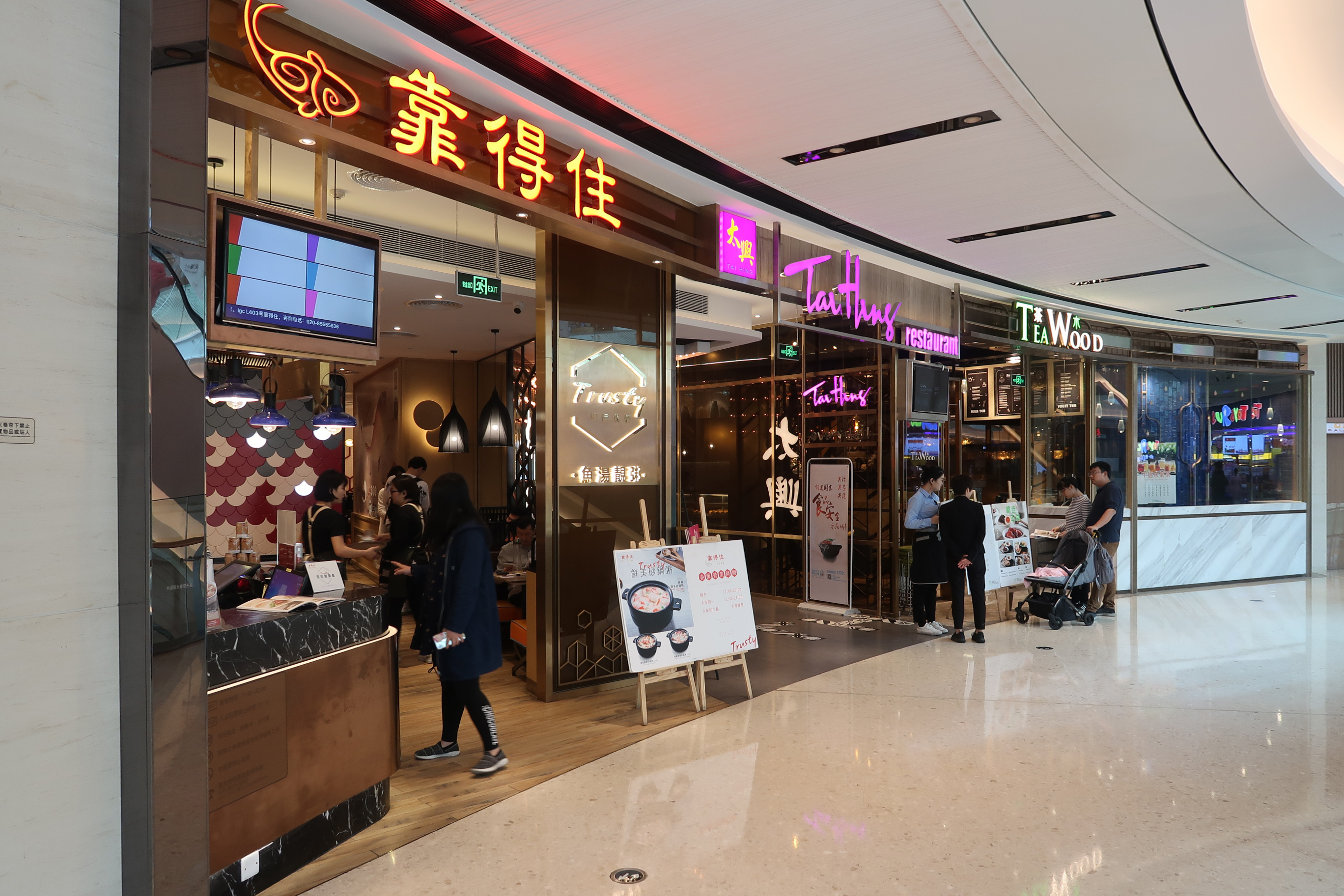
位於中國廣州市IGC 天匯廣場的靠得住，太興和茶木
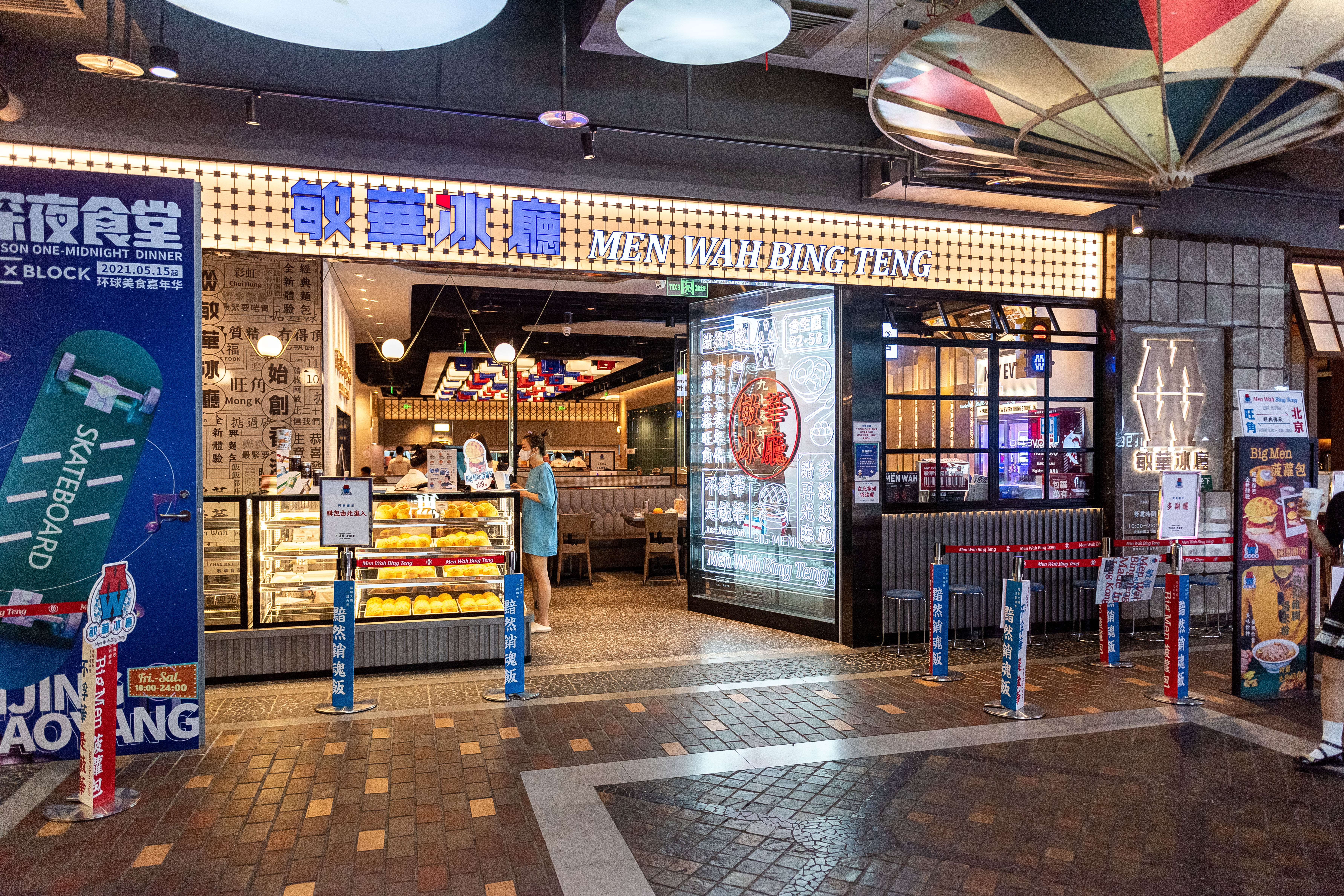
位於北京市北京朝陽合生匯的敏華冰廳

### 其他
- 燒味舖上市 兩年後分曉（页面存档备份，存于）
- 飛機餐有燒味食（页面存档备份，存于）

## 外部連結
- 太興環球發展有限公司官方網站（页面存档备份，存于）